# 后裂口虫属
后裂口虫属（学名：Apoamphileptus）是裂口虫科的一属。

## 下属物种
本属包括以下物种：
- 克氏后裂口虫 Apoamphileptus claparedii (Stein, 1867) Lin & Song, 2004
- 罗氏后裂口虫 Apoamphileptus robertsi Lin & Song, 2004